# سبريل برادين
سبريل برادين (بالإنجليزية: Spruille Braden)‏‏ (13 مارس 1894 في مونتانا - 10 يناير 1978 في لوس أنجلوس) دبلوماسي من الولايات المتحدة.